# Klimaatadaptatie
Adaptatie (aanpassing) aan klimaatverandering is het proces waardoor samenlevingen de kwetsbaarheid voor klimaatverandering verminderen of waardoor zij profiteren van de kansen die een veranderend klimaat biedt. Adaptatie kan autonoom zijn of gepland.
De kwetsbaarheid voor de effecten van klimaatverandering is afhankelijk van de effecten van het veranderende klimaat en de mate waarin de samenleving in staat is om te reageren op die effecten, ofwel de klimaatbestendigheid. De klimaatbestendigheid hangt onder andere af van de beschikbare financiële middelen, klimaatbewustzijn en aanwezige instituties.
Adaptatiebeleid staat in veel landen nog in de kinderschoenen. Vooral het Verenigd Koninkrijk en Nederland houden zich bezig met adaptatiebeleid en investeren in het verspreiden van hun kennis naar de rest van de wereld. Westerse landen proberen bijvoorbeeld - uiterste kwetsbare - ontwikkelingslanden te helpen met het uitvoeren van klimaatstudies, in het kader van verplichtingen gesteld in het Klimaatverdrag. De stap van studies naar maatregelen is, zeker in ontwikkelingslanden, echter groot. In het Akkoord van Kopenhagen hebben verschillende landen toegezegd geld in te leggen in het Green Climate Fund, waarmee mitigatie en adaptatie in ontwikkelingslanden betaald kan worden.

## Nederland
In Nederland zullen de effecten van klimaatverandering naar verwachting significant zijn, maar tegelijkertijd is de klimaatbestendigheid groter dan in armere landen. Nederland heeft namelijk (op korte termijn, bij matige klimaatverandering) de middelen en kennis om zich aan te passen aan de effecten zoals temperatuurstijging, droogte, meer extreme neerslag en wateroverlast, smog/fijnstof.
De landbouwsector zal zich moeten aanpassen aan een grotere weervariabiliteit en een langer of juist korter groeiseizoen. Dit kan onder meer door het gebruik van aangepaste gewassen.
De toename van de kans op wateroverlast en overstroming vergt gericht adaptatiebeleid en planning op lange termijn, aangezien infrastructuur en gebouwen voor lange tijd aangelegd worden en tussentijds relatief moeilijk aangepast kunnen worden. Gemeenten, waterschappen en provincies zijn zich in toenemende mate bewust van de uitdagingen en mogelijkheden, en nemen waar nodig en mogelijk steeds meer klimaatadaptatieve maatregelen. In het programma Adaptatie Ruimte en Klimaat werken de Nederlandse overheden samen bij het beheersbaar maken en houden van de klimaatsproblematiek. Ruimtelijke adaptatie is ook een van de thema's waaraan het Deltaprogramma onder leiding van de Deltacommissaris werkt in opdracht van de regering.

### Matiging
Sommige maatschappelijke organisaties hebben moeite met de toenemende aandacht voor adaptatiebeleid, omdat zij bang zijn dat de overheid het matigingsbeleid zal gaan veronachtzamen. Andere vragen zich daarentegen af of broeikasgasemissiereductie niet veel te duur is. Adaptatie en matiging spelen zich af op heel verschillende schalen in tijd en ruimte. Adaptatie heeft effect op de korte termijn en op een specifieke plaats, ook als andere landen weinig of niets aan emissiereductie doen. Matiging heeft effect op de lange termijn, zeker als veel of alle landen meedoen. Ook reduceert het de effecten van klimaatverandering op de hele aarde. Sommige deskundigen in Nederland beweren dat zonder aanzienlijke reductiemaatregelen er in 2100 geen betaalbare adaptatieopties meer zijn.

## België
In december 2010 werd een eerste Nationale Adaptatiestrategie goedgekeurd, en in april 2017 gevolgd door een Nationaal Adaptatieplan 2017-2020, dat eind 2020 werd geëvalueerd. Naast de federale bijdrage aan het Nationaal Klimaatadaptatieplan beschikken ook de 3 gewesten over actieplannen: het Vlaams Adaptatieplan, het Gewestelijk Lucht-Klimaat-Energieplan van het Brussels Hoofdstedelijk Gewest en het Plan Air Climat Energie van het Waalse Gewest.

## Europese Unie
De Europese Commissie stelde een EU-strategie inzake klimaatadaptatie op, de eerste in 2013, en een volgende versie in 2021, met als doel: 
- alle relevante kennis bundelen en toegankelijk maken via Climate-ADAPT, het Europees platform voor klimaatadaptatie;
- adaptatieplanning en risicobeoordeling stimuleren;
- adaptatiemaatregelen ondersteunen.